# درب البكرة
درب البكرة أحد طرق التجارة القديمة التي كان يربط بين مدائن صالح والبتراء.

## التاريخ
كان الاعتقاد السائد من قبل الرحالة والباحثين أن طريق التجارة الرئيس بين الحجر وبلاد الشام الذي يمر بتبوك هو الطريق الذي عرف في الفترة الإسلامية بطريق الحج الشامي٬ ومدت عليه في نهاية العصر العثماني سكة حديد الحجاز٬ إلا أن المسوحات الميدانية في منطقة تبوك كشفت عن طريق آخر يعرف محليًا بدرب البكرة. يتميز الدرب بمسار مباشر يتجه من الحجر إلى البتراء٬ تحدده أعداد كثيرة من النقوش التذكارية المعينية واللحيانية والنبطية والثمودية واليونانية.

## المسار
يسير الطريق إلى الغرب من طريق الحج الشامي في خط موازي له تقريبًا٬ ويمتد في مسار واضح مرورًا بحرة عويرض٬ ثم بمنطقة الجو٬ ثم بقاع لالا٬ ثم يطأ حرة الرحاة ويسير في وادي الرويشد إلى أن يصل إلى منطقة أم جدايد٬ حيث يوجد أكبر تجمع للنقوش النبطية على مسار الطريق، وبعد أم جدايد يعبر الطريق عددًا من الأودية أشهرها: وادي الراشدة٬ ووادي الأخضر إلى أن يصل إلى نقيب البكرة، وهو عقبة يخترقها ممر جبلي متعرج وشديد الانحدار٬ يمتد بطول كيلو مترين تقريبًا لينزل بالطريق من أعلى الحرة إلى الأودية المتجهة نحو حوض تبوك٬ حيث يسير الطريق إلى خشم برك٬ ثم إلى قصير التمرة٬ ثم يتجه شمالاً بغرب نحو جبال الزيتة٬ ثم يدخل (الحدود الأردنية الآن) ليتجه إلى البتراء مرورًا بالديسة ووادي رم ووادي موسى.
تبلغ المسافة من قصير التمرة إلى تبوك 10 كم، يسير عليها من يريد التزود بالماء ليصبح على مقربة من تبوك التي كان المرور عليها اختيارًا. بعد سقوط البتراء في يد الرومان وتحويلهم حركة التجارة نحو بصرى أصبح الطريق يتجه لزامًا بعد قصير التمرة إلى تبوك لكي يتجه بعدها شمالاً نحو بصرى مرورًا بمعان٬ على المسار المعروف الذي مرت عليه سكة حديد الحجاز٬ ويبدو أن قصير التمرة كان مفترقًا لهذا الطريق في حوض تبوك٬ ويوجد بهذا الموقع برج مراقبة محكم البناء بالحجر بني على هضبة مشرفة على مثلث التقاء الطرق من حسمى والحرة.

## الآثار
أبرز المعالم الأثرية على مسار الطريق البكرة فيمكن حصرها فيما يأتي:
- عدة مئات من النقوش العربية القديمة بالخط النبطي واللحياني والثمودي والمسند واليوناني٬ وأكثرها نقوش نبطية تحدد مسار الطريق بوضوح في المناطق التي يمر بها.
- معبد نبطي في منطقة أم جدايد التي تتوسط الطريق تقريبًا، وتحيط بهذا المعبد تكوينات صخرية زينت صخورها بالنقوش النبطية بأعداد كثيرة٬ بحيث يمكن عدها أكبر تجمع للنقوش النبطية يكتشف في مكان واحد٬ والمعبد متهدم وقد جرفت السيول معظم جدرانه كما تتناثر حوله أحجار بناء منحوتة تحمل نقوشًا نبطية.
- عدد من المحارس وأبراج المراقبة شيدت في بعض محطات الطريق وعلى طول مساره وجميعها مبنية بالحجر.
- مجموعات من القبور في بعض المواقع على مسار الطريق عثر في أحدها على شاهد قبر نبطي مؤرخ.
- بوابة على مسار الطريق محددة بأكتاف مبنية بالحجر عليها نقوش نبطية.

يقع معظم مسار الطريق والأجزاء المهمة منه التي تحمل أكبر عدد من النقوش في منطقة تبوك٬ ويبدو أن هذا الطريق كان مزدهرًا طوال الفترتين اللحيانية والنبطية٬ ولم يتوقف استخدامه بعد احتلال الرومان للبتراء سنة 106م وتحويلهم حركة التجارة نحو بصرى بدليل وجود عدد من النقوش اليونانية.